# كرايغ فروست
كرايغ فروست (بالإنجليزية: Craig Frost)‏ هو موسيقي أمريكي، ولد في 20 أبريل 1948 في فلينت في الولايات المتحدة.

## وصلات خارجية
- كرايغ فروست على موقع ميوزك برينز (الإنجليزية)
- كرايغ فروست على موقع أول ميوزيك (الإنجليزية)
- كرايغ فروست على موقع ديسكوغز (الإنجليزية)